# Мафія PayPal
«Мафія PayPal» (англ. PayPal Mafia) — неформальне об'єднання колишніх співробітників і засновників компанії PayPal, які є засновниками та власниками низки компаній зі сфер інформаційних технологій та фінансових послуг, зокрема, Tesla Motors, LinkedIn, Palantir, SpaceX, YouTube, Yelp і Yammer. Шість членів цієї групи — Пітер Тіль, Ілон Маск, Рід Хоффман, Люк Носек, Кен Хауері і Макс Левчин — стали мільярдерами.

## Історія терміна
Спочатку PayPal була сервісом грошових переказів, заснованим компанією Confinity, яка була придбана компанією X.com в 1999 році. Пізніше X.com була перейменована в PayPal і придбана eBay в 2002 році. Співробітники PayPal важко адаптувалися до корпоративної культури eBay, і протягом чотирьох років з 50 колишніх співробітників PayPal звільнилися 38. При цьому вихідці з PayPal зберігали дружні, а часом і ділові стосунки, організовуючи згодом спільні бізнеси. Зв'язки цієї групи колишніх співробітників PayPal були настільки тісні, що це дало привід охрестити їх жартома «мафією». Термін «мафія PayPal» отримав широке поширення після появи в 2007 році в журналі Fortune статті з цими словами у заголовку та фото колишнього співробітника PayPal в гангстерському вбранні.

## Феномен неформальної спільноти
«Мафії PayPal» іноді приписують відродження популярності інтернет-компаній, орієнтованих на споживчий ринок, після краху бульбашки доткомів 2001 року. Деякі дослідники порівнюють феномен «мафії PayPal» зі створенням наприкінці 1950-х компанії Fairchild Semiconductor «віроломною вісімкою» — групою молодих наукових співробітників, які звільнилися з компанії Вільяма Шоклі Shockley Semiconductor Laboratory. Зокрема, журналіст Сара Лейсі в книзі «Once You're Lucky, Twice You're Good» зазначає, що свою роль у феномені успіху групи зіграли процес відбору та технічна підготовка в PayPal, але основним чинником успіху була довіра, яку учасники спільноти відчували один до одного. На думку Лейсі, свою роль зіграли такі фактори, як молодість і енергійність, різноманітність професійних навичок, а також економічна інфраструктура Силіконової долини. Засновники PayPal заохочували тісні соціальні зв'язки своїх співробітників, багато з яких продовжували діяти й після відходу з PayPal.

## Члени спільноти
Засобами масової інформації віднесені до «мафії PayPal» наступні особи:
- Пітер Тіль — засновник і колишній генеральний директор PayPal, його іноді називають «доном мафії PayPal»;
- Макс Левчин — засновник та технічний директор PayPal, іноді іменований «консиль*єром (головним радником боса) мафії PayPal»[3][12];
- Джавед Карім — колишній інженер PayPal, став одним із засновників YouTube;
- Чад Херлі — колишній вебдизайнер PayPal, став одним із засновників YouTube;
- Ілон Маск — засновник X.com, який придбав компанію Confinity, згодом став співзасновником компаній Tesla Motors і SpaceX, є керівником компанії SolarCity[5][8][13];
- Рід Хоффман — колишній виконавчий віцепрезидент PayPal, згодом заснував LinkedIn і був одним з перших інвесторів Facebook, Aviary[14], Friendster, Six Apart, Zynga, IronPort, Flickr, Digg, Grockit, Ping.fm, Nanosolar, Care.com, Knewton, Kongregate, Last.fm, Ning і Technorati[15][16];
- Скотт Беністер — колишній технічний директор IronPort і член правління PayPal;
- Девід Сакс — колишній головний виконавчий директор PayPal, згодом заснував компанії Geni і Yammer.
- Рулоф Бота — колишній фінансовий директор PayPal, який пізніше став партнером венчурної компанії Sequoia Capital;
- Стів Чен — колишній інженер PayPal, який став одним із засновників YouTube;
- Ерік Джексон — автор книги «Війни PayPal», став генеральним директором WND Books і співзасновником CapLinked[17];
- Рассел Сіммонс — колишній інженер PayPal, став одним із засновників Yelp;
- Джеремі Стопплмен — колишній віцепрезидент за технологіями PayPal, став одним із засновників Yelp[4][7][18][19];
- Премал Шах — колишній менеджер по продуктах PayPal, став засновником і президентом Kiva.org;
- Кіт Ребойс — колишній топменеджер PayPal, який пізніше працював в LinkedIn, Slide, Square, пізніше — в Khosla Ventures;
- Дейв Макклюр — колишній директор з маркетингу PayPal, суперангел стартапів[20] і засновник 500 стартапів[21];
- Їшань Вонг — колишній технічний керівник в PayPal, пізніше працював у Facebook і став генеральним директором Reddit[22];
- Люк Носек — співзасновник і колишній віцепрезидент з маркетингу та стратегії PayPal, став партнером у Founders Fund з Пітером Тілем і Кеном Хауері[23];
- Кен Хауері — колишній фінансовий директор PayPal, який став партнером у Founders Fund[24];
- Ендрю Маккормак — співзасновник Valar Ventures[25][26].